# Llista de persones que han guanyat premis Emmy, Grammy, Oscar i Tony (EGOT)
Divuit persones (a l'any 2023) i dues franquícies de mitjans han guanyat els quatre premis més importants d'entreteniment nord-americà anuals en la categoria individual competitiva: l'Emmy, el Grammy, l'Oscar i el Tony. Respectivament, aquests premis reconeixen èxits destacats en la televisió, la música (o altres gravacions d'àudio), el cinema i el teatre. Guanyar els quatre premis ha estat referit com guanyar el "gran eslam" del món de l'espectacle nord-americà. L'acrònim EGOT va ser encunyat per l'actor Philip Michael Thomas.

## Guanyadors dels quatre premis
Persones que han guanyat els quatre premis en categories competitives:
| Nom                | Any d'obtenció de l'EGOT | Anys fins a l'obtenció | Emmy      | Grammy | Oscar | Tony    |
| ------------------ | ------------------------ | ---------------------- | --------- | ------ | ----- | ------- |
| Richard Rodgers    | 1962                     | 17                     | 1962      | 19601  | 1945  | 19501,2 |
| Helen Hayes3       | 1977                     | 45                     | 1953      | 1977   | 19321 | 19471,2 |
| Rita Moreno3       | 1977                     | 16                     | 19771     | 1972   | 1961  | 1975    |
| John Gielgud       | 1991                     | 30                     | 1991      | 1979   | 1981  | 19611,2 |
| Audrey Hepburn     | 1994                     | 41                     | 1993      | 1994   | 19532 | 19542   |
| Marvin Hamlisch    | 1995                     | 22                     | 19951     | 19741  | 19731 | 1976    |
| Jonathan Tunick    | 1997                     | 20                     | 1982      | 1988   | 1977  | 1997    |
| Mel Brooks         | 2001                     | 34                     | 19671     | 19981  | 1968  | 20011   |
| Mike Nichols       | 2001                     | 40                     | 20011     | 1961   | 1967  | 19641   |
| Whoopi Goldberg    | 2002                     | 16                     | 20021,2,4 | 1985   | 1990  | 2002    |
| Scott Rudin        | 2012                     | 28                     | 1984      | 2012   | 2007  | 19941   |
| Robert Lopez       | 2014                     | 10                     | 20081,4   | 20121  | 2014  | 20041   |
| John Legend        | 2018                     | 12                     | 2018      | 2006   | 2015  | 2017    |
| Adrew Lloyd Webber | 2018                     | 38                     | 2018      | 1980   | 1997  | 1980    |
| Tim Rice           | 2018                     | 38                     | 2018      | 1980   | 1993  | 1980    |
| Alan Menken        | 2020                     | 30                     | 2020      | 1991   | 1990  | 2012    |
| Jennifer Hudson    | 2022                     | 15                     | 2021      | 2009   | 2007  | 2022    |
| Viola Davis        | 2023                     | 22                     | 2015      | 2023   | 2017  | 2001    |

Notes:
^1 L'artista posteriorment va guanyar un premi competitiu addicional.

^2 L'artista també va rebre un premi honorífic o no competitiu.

^3 L'artista va guanyar la Triple Crown of Acting.

^4 L'artista només ha guanyat un Daytime Emmy Award, no un Primetime Emmy Award.

### Premis addicionals
- Marvin Hamlisch i Richard Rodgers també han guanyat el premi Pulitzer.
- Gielgud, Goldberg, Hamlisch, Hepburn, Moreno, i Nichols els han concedit un o diversos Globus d'Or.
- Richard Rodgers, Helen Hayes, Mel Brooks, Mike Nichols, i Rita Moreno també han estat guardonats amb els Kennedy Center Honors.
- Mel Brooks i Mike Nichols han estat guardonats amb el premi AFI Life Achievement.
- Audrey Hepburn i Rita Moreno han estat guardonades amb el Premi d'Honor del Sindicat d'Actors.
- Hepburn també ha estat guardonada amb el premi Cecil B. DeMille.

## EGOT no competitius o especials
Els següents són els quatre artistes -Liza Minnelli, James Earl Jones, Barbra Streisand, i Harry Belafonte- que també han rebut els quatre premis, encara que un dels premis era no competitiu, és a dir, especial o de caràcter honorífic (Streisand (Tony), Jones (Oscar), Minnelli (Grammy), Belafonte (Oscar)):
| Artista          | Any d'obtenció de l'EGOT | Anys fins a l'obtenció | 1r Premi | 1r Premi | 2n Premi | 2n Premi           | 3r Premi | 3r Premi | 4t Premi | 4t Premi                               |
| ---------------- | ------------------------ | ---------------------- | -------- | -------- | -------- | ------------------ | -------- | -------- | -------- | -------------------------------------- |
| Barbra Streisand | 1970                     | 6                      | 1964     | Grammy   | 1965     | Emmy               | 1968     | Oscar    | 1970     | Premi Tony Especial                    |
| Liza Minnelli    | 1990                     | 25                     | 1965     | Tony     | 1972     | Oscar              | 1973     | Emmy     | 1990     | Premi Grammy Llegenda                  |
| James Earl Jones | 2011                     | 42                     | 1969     | Tony     | 1977     | Grammy             | 1991     | Emmy     | 2011     | Oscar honorífic                        |
| Alan Menken      | 2012                     | 23                     | 1989     | Oscar    | 1980     | Special Emmy award | 1991     | Grammy   | 2012     | Tony                                   |
| Harry Belafonte  | 2014                     | 61                     | 1953     | Tony     | 1960     | Emmy               | 1961     | Grammy   | 2014     | Premi Humanitari Jean Hersholt (Oscar) |
| Quincy Jones     | 2016                     | 52                     | 1964     | Grammy   | 1977     | Emmy               | 1994     | Oscar    | 2016     | Tony                                   |